# Claudia Virginia Samayoa Pineda
Claudia Virginia Samayoa Pineda   (Ciutat de Guatemala, 1967) és una activista pels drets humans guatemalenca i fundadora i coordinadora de la Unitat de Protecció de Defensores i Defensors de Drets Humans a Guatemala i la regió de Centreamèrica (UFEDEGUA), que treballa en el monitoratge, la investigació i la visibilització de les organitzacions que defensen els drets humans. Ha estat columnista de diversos diaris i ha publicat nombrosos llibres sobre drets humans. La seva feina li ha merescut diversos premis.

## Trajectòria
Claudia Samayoa va néixer a la ciutat de Guatemala el 23 de gener de 1967. El 1984 va començar a treballar en la defensa dels drets humans. Va estudiar Filosofia a la Universitat de San Carlos de Guatemala, anys en què es va involucrar en espais relacionats amb el treball social. Entre 1989 i 1990 va participar com a membre del Consell d'Estudiants de Filosofia i de 1988 a 1991 va formar part de la redacció de la revista universitària de filosofia Tzij.
Entre els anys 1995 i 2000 va treballar a la Fundació Rigoberta Menchú Tum com a directora general. Ha estat columnista en diferents mitjans com El Observador, Siglo Veintiuno, Flash y Panorama Internacional. Ha publicat diversos llibres sobre drets humans, memòria històrica, migració i defensores de drets humans, entre d'altres temes. També s'ha exercit com a voluntària per a l'ONG Actionaid International, ocupant diferents llocs a la seva assemblea i junta directiva. Així mateix, ha donat suport al Moviment Nacional pels Drets Humans, a les Forces de Pau No Violentes i al Moviment Social de la Infància i la Joventut.
L'any 2000, amb altres activistes pels drets humans i sota l'auspici del Moviment Nacional de Drets Humans, va crear un observatori sobre agressions contra persones defensores de drets humans. A aquest espai se'l va denominar Unitat de Protecció a Defensores i Defensors de Drets Humans de Guatemala (UDEFEGUA) amb l'objectiu d'investigar, denunciar i seguir els atacs contra defensors i defensores.
Com a directora de l'UDEFEGUA, Samayoa s'ha especialitzat en donar suport a persones defensores de drets humans en situacions d'alt risc provocades pel crim organitzat o per la ruptura de la institucionalitat, així com en la gestió de respostes governamentals de protecció. Ha donat suport a persones, organitzacions i institucions defensores de drets humans en la gestió del seu risc, la investigació de les violacions de drets humans, la identificació de patrons i la generació de respostes específiques per als patrons emergents.
Per la seva tasca en defensa dels drets humans, Samayoa viu sota amenaces contra la seva vida, la seva família i l'UDEFEGUA. El 21 d'abril de 2013, la Fundació Contra el Terrorisme, una organització fundada per exoficials militars i persones que donen suport a l'exèrcit, va publicar un document de vint pàgines intitulat «La Farsa del Genocidi a Guatemala – Conspiració Marxista des de l'Església Catòlica». En aquest document es va publicar una foto de Claudia Samayoa acusant-la de culpar la Policia Nacional Civil de Guatemala pels enfrontaments violents amb les poblacions locals. La defensora de drets humans ja havia estat prèviament objecte d'amenaces i declaracions difamatòries. El 21 de novembre del 2012, l'organització Front Line Defenders va emetre una crida urgent quan va ser acusada d'incitació a enfrontaments violents.
El 22 de març de 2019, Samayoa va ser denunciada juntament amb José Manuel Martínez, integrant del Col·lectiu Justícia Ja, davant la Fiscalia contra la Corrupció de Guatemala per presumptament haver comès sostracció, tràfic d'influències i desviament o supressió de correspondència amb agreujament específic. L'acusació va ser remesa a la Fiscalia pel President del Tribunal Suprem de Justícia de Guatemala, Nester Mauricio Vásquez Pimental, i estava relacionada amb la seva participació en una demanda judicial anteriorment presentada contra onze jutges del Tribunal Suprem de Justícia, el 17 de gener del 2019. Organitzacions de la societat civil van condemnar la criminalització a què va ser exposada Samayoa amb aquesta denúncia penal.